# 賀歲盃足球賽

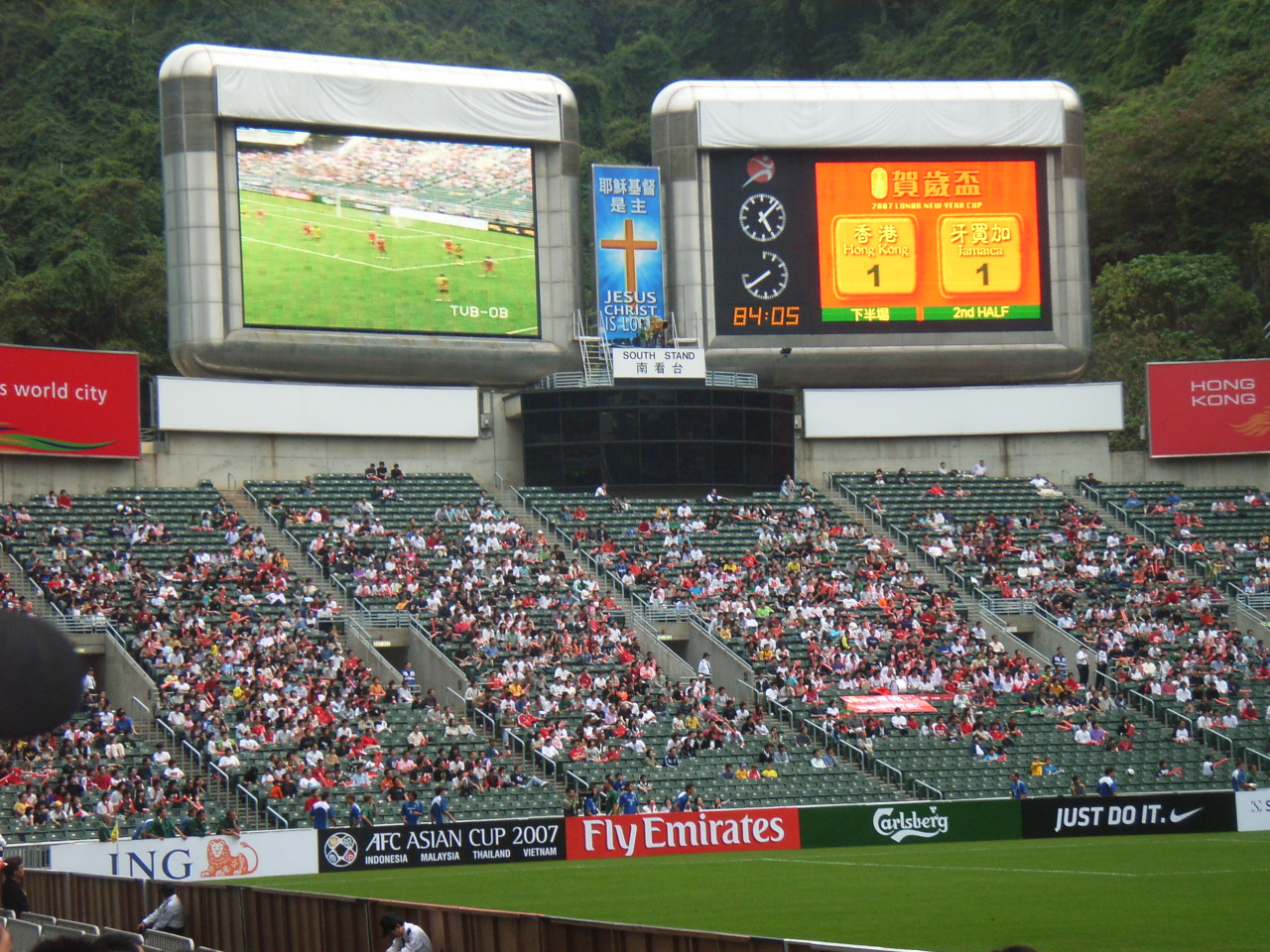
2007年賀歲盃，港聯對牙買加國奧隊。

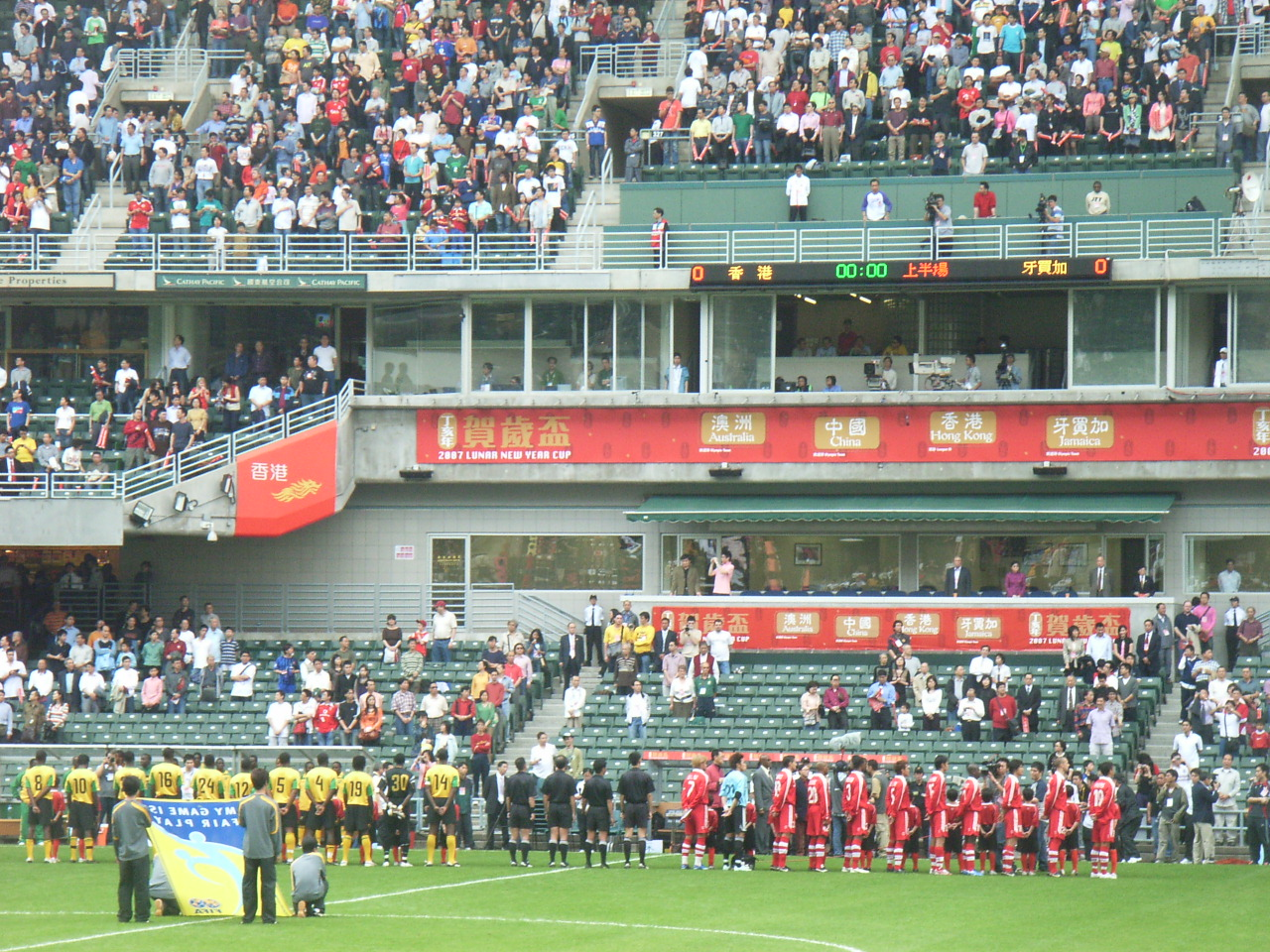
2007年賀歲盃，比賽之前奏國歌的一刻。

賀歲盃足球賽（英語：Lunar New Year Cup），俗稱賀歲波，曾是香港足球總會舉辦多年的傳統賽事，通常於每年農曆年初一與初四舉行，作為賀歲慶祝節目之一，也是香港本地球壇一年一度的盛事。

## 背景

### 早期（1908–1982年）
戰前的賀歲足球比賽，多以埠際賽和表演賽為主，甚至同時兼辦滬港盃和其他盃賽等賽事。
戰後第一屆賀歲足球賽於1946年舉行，由年初一至年初三，一連三日於海軍球場上演，分別是華聯對西聯、港島聯對九龍聯及港聯對軍聯。從1951年開始，足總首次邀請外隊賀歲，丹麥球隊Boldklubben1909訪港踢表演賽，自此賀歲足球比賽每年都以表演賽模式舉辦，由香港足球總會邀請外國球隊來港獻技。在1982年以前，每年的賀歲足球習慣安排上演三場比賽，分別由香港代表隊、香港選手隊和香港聯賽選手隊出擊頭關或第二關，而華聯則把守尾關。到了1974年，賀歲足球比賽首次以錦標賽模式舉辦賽事，翌年回復表演賽模式舉辦賽事，1977–1979年再以錦標賽模式舉辦賽事，之後翌年又回復表演賽模式舉辦賽事，直至1982年賀歲足球正式以錦標賽模式舉辦賽事。

### 商業贊助年代（1983–2010年）
賀歲盃於1980年代開始引入商業贊助，1983年賀歲足球首次引入商業贊助，而被邀請來港的隊伍數目亦增加到兩至三隊，贊助機構除了捐出獎盃外，並設置豐厚的獎金以作獎勵。代表香港參賽的香港聯賽選手隊在這二十多年裡，共奪得四次冠軍，從1993年開始，被邀請訪港的隊伍是以國家隊為單位。
1983年開始冠名為鐵達時盃，1984年則為愛迪達盃，1986年至1989年則為嘉士伯盃，1990年至1992年為煙草商萬寶路冠名贊助。啤酒商嘉士伯於1993年重奪冠名贊助及負責籌辦賽事，並開始邀請國家隊來港參賽賀歲盃一直冠名為嘉士伯盃
。直至2007年嘉士伯不再是比賽的主要贊助商，命名為賀歲盃。

### 球會承辦年代（2010年至2019年）
2008年，香港足球總會改邀球會來港賀歲，可惜因票房收入欠佳。2010年起便將賀歲盃交由球會主辦，他們也負責了安排賽事的冠名贊助事宜，也採用了不同的賽事包裝，包括2011年和2012年的「亞洲超級球會挑戰盃」。2016及2018年，由於未有球會承辦賽事，香港足球總會安排香港足球代表隊（港隊）對香港聯賽選手隊（港聯）作為主賽事戲碼。

### 終結期（2020年至2023年）
2020年起，因冠狀病毒病肆虐而停辦，而2023年賀歲盃檔期會由本地盃賽（如2022-23的香港高級組銀牌決賽）全面取代。

### 經典球員表演賽（2024年至2025年）
賀歲盃於2024年由富衛保險贊助，改以經典球員表演賽形式復辦，由香港明星隊迎戰世界明星隊。2025年繼續此安排。

### 其他
以下為其中主辦或協辦的香港球會：
- 傑志：2010年、2013年、2017年。
- 南華：2011年、2012年、2015年。
- 公民：2014年。
- 香港飛馬：2019年。

## 比賽形式
比賽隊伍通常是四隊（包括主隊），以抽籤形式選擇對賽球隊，在年初一進行初賽，兩場賽事勝方會安排在年初四爭奪冠軍，負方則爭奪季軍。傳統上賀歲足球賽的參賽隊伍包括三支外隊及主隊，主隊一般由本地聯賽的精英組成，稱為香港聯賽選手隊。近年來為了備戰各個大賽及各外隊（主要是國家隊）為爭取更佳的國際排名，香港足總派出了香港足球代表隊參賽，使賽事成為國際足協的「A」級賽事。

## 歷屆賽事簡史

### 1969–1986年
1969年
訪港外隊是丹麥的奧丹斯，分別對戰港聯（2月17日年初一，0–1）及香港代表隊（2月19日年初三，1–1），香港代表隊入選陣容：
- 領隊兼教練：許竟成
- 球員：何義新、梅永達、鄭潤如《隊長》、葉錦洪、霍柏寧、陳少雄、張耀國、葉尚華、鄭國根、馮紀魂、鄺演英、何耀強、袁權益、李國強、袁權韜、區彭年。

1970年
訪港外隊是捷克的布斯拉華，分別對戰港聯（2月6日年初一，1–0），香港代表隊（2月8日年初三，6–2）及華聯（2月11日年初六，6–1），香港代表隊入選陣容：
- 球員：朱柏和、何義新、鄭潤如、葉錦洪、霍柏寧、謝國強、張耀國、鄭國根、葉尚華、鄺演英、何耀強、窩利士、李國強。

1971年
訪港外隊是奧地利球隊屈鐵斯，分別對戰港聯（1月27日年初一，0–0），香港代表隊（1月29日年初三，1–1）及華聯（1月31日年初五，2–1），香港代表隊入選陣容：
- 教練：法蘭戴倫
- 球員：朱柏和、霍柏寧、羅桂生、鄭國根、鄭潤如、葉錦洪、陳若奇、鍾楚維、袁權益、李國強、張耀國、何耀強、葉尚華。

1972年
訪港外隊是擁有「白比利」拖士圖巴西球隊高些路，分別對戰港聯（2月16日年初一，3–0）、香港代表隊（2月18日年初三，1–1）及華聯（2月20日年初五，2–0），離港前加戰一場對流浪，3–0 獲勝，香港代表隊入選陣容：
- 教練：陳輝洪
- 球員：朱柏和、區永雄、黎寶忠、葉錦洪、謝國強、張耀國、鄭國根、陳錫祥、胡國雄、鍾楚維、李國強、畢亞當、文錦棠、林英傑、袁權益。

1973年
訪港外隊是擁有「黑豹」尤西比奧的葡萄牙班霸賓菲加，分別對戰香港代表隊（2月3日年初一，11–0）、外聯（2月5日年初三，3–1）及華聯（2月8日年初六，5–1），香港代表隊入選陣容：
- 教練：何應芬
- 球員：朱國權、區永雄、鄭潤如、曾廷輝、駱德輝、葉尚華、李國華、陳錫祥、黃達財、袁權韜、郭家明、何義新、文錦棠、余國傑。

1974年
作為香港足總鑽禧紀念活動之一，邀請巴西球隊及葡萄牙勁旅士砵亭與香港代表隊及港聯對陣，青年人對香港代表隊（1月23日年初一，1–0），士砵亭對港聯（1月24日年初二，2–4），壓軸兩支外隊對壘，士砵亭 1–0 擊敗青年人（1月27日年初五），香港代表隊入選陣容：
- 教練：何應芬
- 球員：朱柏和、黃文光、鄭潤如、曾廷輝、黎新祥、鄭國根、葉尚華、黃達財、胡國雄、鍾楚維、郭家明。

1975年
阿根廷勁旅獨立隊應邀賀歲，分別對戰香港代表隊（2月11日年初一，0–0）、港聯（2月14日年初四，2–1）及港選（2月16日年初六，2–1），賽前發生外援球員要求將出場費由900元倍增到1,800元的風波，罷踢球員包括科力士、安德遜、賓尼、麥菲利、積奇、沙維治、曼紐、戴歷、麥哥利、韋立比及李度，詳情如下：
- 獨立隊對港代表隊－1975年2月11日年初一香港政府大球場下午3:30舉行，票價分港幣25元、20元、10元及5元

香港代表隊陣容：
教練：何應芬
球員：朱柏和、李國華、鄭潤如、曾廷輝、黎新祥、胡國雄、葉尚華、馮志明、施建熙、余國傑、郭家明、朱國權、蔡育瑜、黃達財、鄭國根、鍾楚維。
- 獨立隊對港聯隊－1975年2月14日年初四香港政府大球場晚上8:00舉行，票價分港幣25元、20元、10元及5元，入場人數14,636名，收入146,802元。上半場15分鐘獨立隊獲判十二碼，客軍隊長柏雲尼射入成1–0，完半場前44分鐘中鋒保基尼近門射成 2–0，下半場港隊森寶禁區被推獲得十二碼，親自操刀，扳成 2–1。

港聯陣容：
教練：何應芬
球員：黃金福、李國華、蔡育瑜、曾廷輝、屈登、湯馬士、葉尚華、馮志明、森寶（78'）、余國傑、軒打遜、朱國權、陳國良、羅渣士、黃達財、鄭國根、施建熙、鍾楚維。
- 獨立隊對港選隊－1975年2月16日年初六香港政府大球場下午3:30舉行，票價分港幣25元、20元、10元及5元，入場人數 21,996 名，收入 236,416 元。上半場26分鐘獨立隊中場高雲廿碼遠射先開紀錄，下半場87分鐘高雲近門射成 2–0，完場前鐘楚維禁區被犯，胡國雄十二碼追成 2–1。

港選陣容：
教練：何應芬
球員：張耀東、陳世九、鄭潤如、梁兆華、陳國雄、黃文偉、張子岱、何新華、盧洪海、梁金發、郭家明、朱柏和、黎新祥、陳鴻平、鍾楚維、胡國雄（89'）
1983年
“鐵達時盃”，由三支外隊南韓教會、丹麥AGF、中國北京及主隊港聯角逐， 
港聯在首仗加時以3比2先淘汰了丹麥AGF,  再在決賽的下半場由當打的柏蘭尼連入兩球以2比0贏南韓教會隊奪得冠軍。當年效力寶路華的柏蘭尼因有三個入球於賽後當選為最佳球員，寶路華球隊跟這項盃賽贊助商鐵達時同為寶光集團的黃創保。
1984年
愛迪達盃，分別由三支外隊南斯拉夫柏迪遜、南韓大宇、丹麥靈比及主隊港聯角逐，首日（2月3日年初二）頭場港聯加時 1–1，十二碼 3–0 擊敗大宇，尾場柏迪遜 1–0 勝靈比。次天（2月5日年初四）頭場大宇 2–1 擊敗靈比獲季軍，正本戲柏迪遜 1–0 小勝港聯奪冠。港聯陣容:
- 教練：吳偉文
- 球員：活特、黃耀信、羅渣士、李菲臘、余國森、安斯高、韋夫、保維爾、拉南、波能泰、雲迪、張志德、施路華。

1985年
金牛盃七人錦標賽，香港分別派出港聯、華聯及英聯與來自內地包括上海、山東、廣州、梅縣及澳門的葡聯角逐，分兩日進行複式淘汰制比賽。由英籍球員組成的英聯以全勝奪冠，決賽以 1–0 擊敗由敗部出線的港聯。三支港隊陣容：
- 英聯：柏斯頓、格連、安德遜、韋夫、拉南、美奧、福特。
- 港聯：任煒雄、史勿夫、古廉權、何佳、波倫泰、高美斯、邦迪。
- 華聯：陳慶榮、池一坡、吳錦華、陳世九、張錦全、黃文財、黎耀洪。

1986年
菲利浦盃，邀請巴拉圭、南韓兩支外隊，與飛利浦香港精英邀請隊進行單循環賽事，結果巴拉圭以1勝1和得冠軍，南韓以1勝1負得亞軍，飛利浦香港精英邀請隊以1和1負敬陪末席。

### 2003年至今
2003年
在初賽丹麥對伊朗的賽事，一名伊朗球員將球迷聲響誤認作球證半場鳴笛聲，於是在禁區內用手拾球。球證依例判罰十二碼。為保公平競賽原則，韋確斯在領隊摩頓·奧臣同意下，故意射失十二碼，成為一時佳話。伊朗最終以1:0取勝晉身決賽。韋確斯得到了奧林匹克委員會的嘉許，獲頒2003年奧委會公平競技獎。
2005年
由於2005年的年初一剛巧是國際足協的比賽日，大部份國家隊要應付已安排的比賽，最後賽會決定取消邀請三支外隊的傳統，改以邀請2002年世界盃及2004年美洲國家盃冠軍的巴西國家足球隊為賣點，最後由朗拿甸奴帶領下7比1大勝香港足球代表隊。臨完場約五分鐘，港隊十號的李思明在巴西隊禁區內混戰射入建功，為港隊破蛋。雖然巴西國家足球隊有一定號召力，但比賽門券定價高昂，加上主辦單位遲遲未能確定巴西國家足球隊訪港陣容，導致臨場觀賞球賽人數只有二萬多，大球場未能全場滿座。
2008年

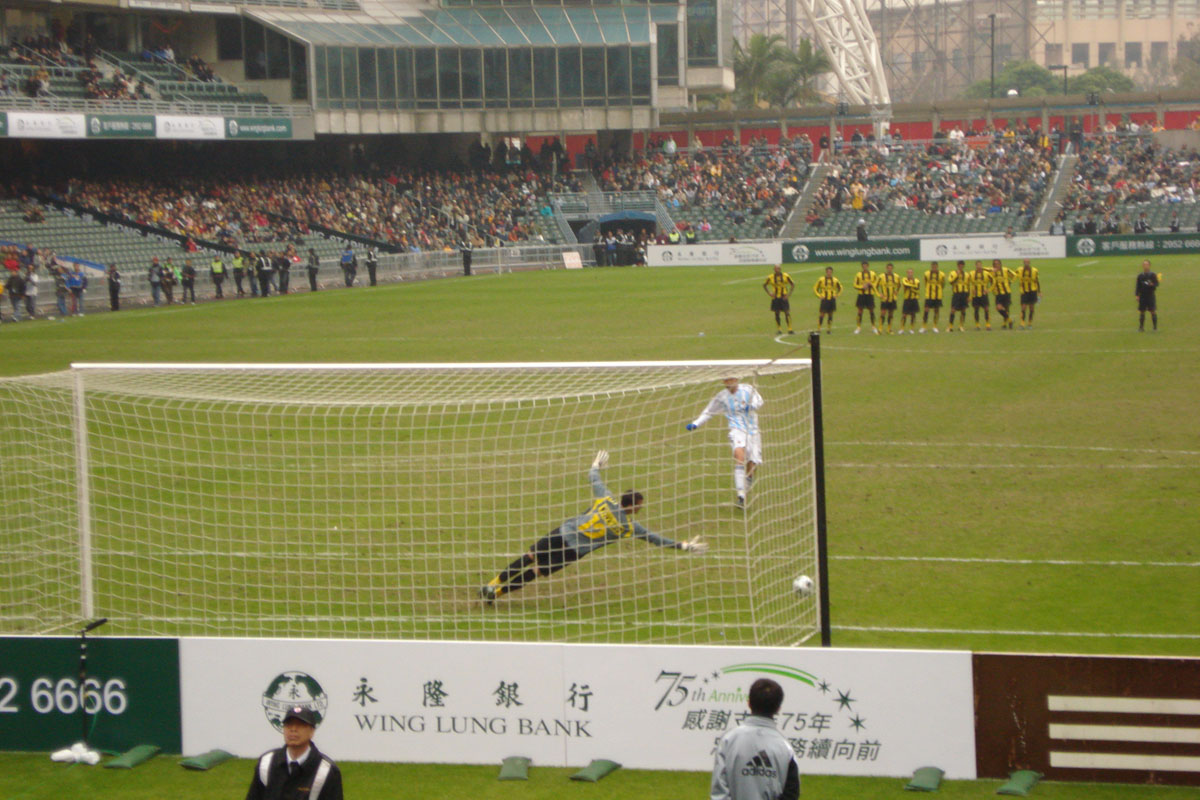
蔚山現代前鋒禹成用在2008年賀歲盃足球賽季軍賽的互射十二碼點球射中門柱，迎接射門的是彭拿路的門將雷恩斯

香港足總邀請了三支南美洲、亞洲和歐洲球隊參加賀歲盃，包括烏拉圭球會彭拿路、韓國的蔚山現代和克羅地亞的夏德。三隊聯同港聯於初一及初四假香港大球場作賽。
2009年
2009年的賀歲盃足球賽在1月26日舉行，決賽及季軍戰則於1月29日舉行。是次賀歲盃參賽的除了港聯以外，還有南華飛馬隊、韓國水原藍翼及捷克布拉格斯巴達隊。其中一場初賽為港聯對南華飛馬隊，由南華飛馬隊勝出，賽後南華飛馬隊領隊羅傑承認為雙方要互射十二碼，只能憑運氣定勝負，故只請港聯領隊伍健在揮春上寫一個「和」字，寓意「和氣生財」，伍則依照雙方賽前承諾，即席揮毫寫「服」字揮春予羅。
2010年
由於2010年賀歲盃足球賽與2010年東亞足球錦標賽賽程重疊，因此2010年賀歲盃的安排與以往不同，傳統上參賽的港聯沒有參加。此外，賽制會模仿意大利三角賽，各隊伍間會進行45分鐘的比賽，不過比賽言和則不會以互射十二碼分勝負。可惜因票房收入欠佳，近年香港足總便將賀歲盃交由球會主辦，於2010年交予傑志舉行三角賽。
| 排名 | 隊伍         | 賽 | 勝 | 和 | 負 | 得 | 失 | 差 | 分 | 最終成績 |
| ---- | ------------ | -- | -- | -- | -- | -- | -- | -- | -- | -------- |
| 1    | 浦項製鐵 (C) | 2  | 1  | 1  | 0  | 3  | 2  | +1 | 4  | 冠軍     |
| 2    | 傑志         | 2  | 1  | 1  | 0  | 2  | 1  | +1 | 4  | 亞軍     |
| 3    | 飛馬邀請隊   | 2  | 0  | 0  | 2  | 1  | 3  | −2 | 0  | 季軍     |

2016年
2016年的賀歲盃足球賽在2月9日（大年初二）在旺角大球場舉行，由香港對港聯。港聯由福田健二（夢想駿其）、迪亞高（香港飛馬）、費蘭度（傑志）及阿杜域（香港飛馬）分別於20, 35, 60 及 80 入球，以四比零大勝由金判坤領軍的香港代表隊。由於榜首球隊東方在賽事落實時已批准球員休假，故東方未有球員入選，港隊骨幹主要由傑志、冠忠南區及幾位在內地球會效力的球員組成。當天旺角場滿座，入場人數為 6,296，購票人數為 6,166，門券收入港幣 $405,400 元正。（香港足總資料）
2019年
通海金融賀歲盃2019，本屆賽事由港超球隊香港飛馬會長羅傑承旗下的REDMR Sports聯同香港足總主辦。有別於以往由香港足球總會組隊的「港聯」，香港的代表球隊由香港飛馬負責組隊，以「香港賀歲盃選手隊」名義參賽，但傳媒普遍仍稱之為「港聯」，球員名單如下：
- 教練：奇雲邦特
- 門將：梁興傑、張春暉（香港飛馬）
- 後衛：積斯利、羅曉聰、羅斯、張志勇、大衛·拉菲爾（香港飛馬）、梁諾恆、盧均宜（富力R&F）、史必（冠忠南區）、方栢倫、干沙利斯（理文）
- 中場：祖連奴、艾華、佐佐木周、黃俊皓、胡晉銘（香港飛馬）、費蘭度、佐迪（傑志）、鄭兆均（理文）、基爾頓（佳聯元朗）、馬高斯（夢想FC）
- 前鋒：查維斯、陳肇麒、袁振昇（香港飛馬）、蘇沙（冠忠南區）、慕沙（佳聯元朗）

2024年
參賽名單陣容：
世界明星隊：大衛占士、希比亞、列卡度卡華路、馬特拉斯、佩奧爾、施維斯達、史奈達、堤亞高文迪斯、 文迪達、皮利斯、李華度、迪比亞路、華朗、托迪、大衛韋拿、摩連迪斯
香港明星隊：葉鴻輝、范俊業、文彼得、李偉文、高尼路、唐建文、陳偉豪、蘇偉泉、梁振邦、山度士、李健和、歐陽耀冲、李康廉、陳志康、朱兆基、陳肇麒、安基斯、歐偉倫
2025年
參賽名單陣容：
世界明星隊：大衛占士、施治、加利卡希爾、維迪、盧斯奧、卡富、卡卡、傑斯、史高斯、科蘭、路爾斯加西亞、大衛施華、本田圭佑、李華度、施斯、夏薩特、艾殊利高爾、沙格拿
香港明星隊：范俊業、張寶春、高尼路、唐建文、陳偉豪、岑國培、蘇偉泉、山度士、李健和、鞠盈智、李康廉、陳志康、林嘉緯、盧均宜、黃洋、陳肇麒、安基斯、佐迪

## 歷屆賽事

### 1908–1950（埠際賽/表演賽）
| 1908      | 香港足球會 香港服務業聯隊                                 | 3–0 1–0                 | 上海足球會                           | 同時第一場賽事是兼辦滬港盃。                                       |                        |                        |
| 1909–1912 | 停辦                                                      | 停辦                    | 停辦                                 | 停辦                                                               | 停辦                   | 停辦                   |
| 1913      | 上海                                                      | 2–1                     | 香港                                 | 同時賽事是兼辦滬港盃。                                             |                        |                        |
| 1914–1922 | 停辦（第一次世界大戰）                                    | 停辦（第一次世界大戰）  | 停辦（第一次世界大戰）               | 停辦（第一次世界大戰）                                             | 停辦（第一次世界大戰） | 停辦（第一次世界大戰） |
| 1923      | 上海 香港服務業聯隊                                       | 3–0 2–0 5–2             | 香港 · 南華 · 上海                   | 同時第一場賽事是兼辦滬港盃。                                       |                        |                        |
| 1924      | 香港足球會 英國陸軍                                       | 1–0 2–1                 | 沙面體育會 南華                      |                                                                    |                        |                        |
| 1925      | 香港 · 南華 · 上海                                        | 3–1 3–2 3–1             | 上海 香港服務業聯隊                  | 同時第一場賽事是兼辦滬港盃。                                       |                        |                        |
| 1926      | 停辦                                                      | 停辦                    | 停辦                                 | 停辦                                                               | 停辦                   | 停辦                   |
| 1927      | 香港 · 華南隊 · 香港服務業聯隊 · 華聯                     | 4–0 4–1 7–4 3–3         | 上海 華東隊 上海                     | 同時第一場賽事是兼辦滬港盃。                                       |                        |                        |
| 1928      | 停辦                                                      | 停辦                    | 停辦                                 | 停辦                                                               | 停辦                   | 停辦                   |
| 1929      | 香港 · 上海 · 香港服務業聯隊                              | 3–0 5–3 2–1             | 上海 華聯 上海                       | 同時第一場賽事是兼辦滬港盃。                                       |                        |                        |
| 1930      | 華南隊                                                    | 4–4 2–2 4–1             | 華東隊                               |                                                                    |                        |                        |
| 1931      | 上海 香港服務業聯隊                                       | 4–3 1–0 5–1             | 香港 · 華聯 · 上海                   | 同時第一場賽事是兼辦滬港盃。                                       |                        |                        |
| 1932      | 停辦                                                      | 停辦                    | 停辦                                 | 停辦                                                               | 停辦                   | 停辦                   |
| 1933      | 上海 華聯 南華 香港服務業聯隊                             | 3–2 5–2 6–0 4–1         | 香港 · 上海 · 澳門官印局 · 上海      | 同時第一場賽事是兼辦滬港盃。                                       |                        |                        |
| 1934      | 南華 嶺南大學 香港飲食業                                  | 4–0 2–1 3–0             | 嶺南大學 聖若瑟 華聯                 |                                                                    |                        |                        |
| 1935      | 香港 · 華聯 · 上海                                        | 7–1 2–2 7–5             | 上海 香港服務業聯隊                  | 同時第一場賽事是兼辦滬港盃。                                       |                        |                        |
| 1936      | 停辦                                                      | 停辦                    | 停辦                                 | 停辦                                                               | 停辦                   | 停辦                   |
| 1937      | 上海 華南隊 香港服務業聯隊 香港足協聯隊                   | 4–3 4–1 5–1 2–1 6–0     | 香港 · 華聯 · 華東隊 · 上海 · 華東隊 | 同時第一場賽事是兼辦滬港盃，第三場賽事是兼辦利希慎盃。             |                        |                        |
| 1938      | 中華 南華乙 東方                                          | 3–0 1–0 3–0             | 香港蘇格蘭人 澳門葡萄牙炮兵          | 同時第一場賽事是兼辦西文星期報國際慈善盃。                         |                        |                        |
| 1939      | 香港 · 華聯 · 香港飲食業                                  | 4–1 5–3 4–3             | 馬尼拉                               |                                                                    |                        |                        |
| 1940      | 香港 · 南華 · 東方 · 華聯                                 | 2–1 4–1 5–1 4–3         | 西貢                                 |                                                                    |                        |                        |
| 1941      | 英國陸軍 南華                                             | 4–1 3–1                 | 中華 英國海軍                        | 同時第一場賽事是兼辦麗華盃決賽，第二場賽事是兼辦旭龢盃。           |                        |                        |
| 1942–1945 | 停辦（第二次世界大戰）                                    | 停辦（第二次世界大戰）  | 停辦（第二次世界大戰）               | 停辦（第二次世界大戰）                                             | 停辦（第二次世界大戰） | 停辦（第二次世界大戰） |
| 1946      | 華聯 港島聯 軍聯                                          | 4–2 4–1 2–1             | 西聯 九龍聯 港聯                     |                                                                    |                        |                        |
| 1947      | 華聯 · 香港 · 香港 · 香港服務業聯隊 · 上海 · 港滬華人聯隊 | 3–1 0–0 4–2 3–1 1–0 2–2 | 英國空軍 上海 華聯 港滬外籍聯隊      | 同時第一場賽事是兼辦紀念盃第二圈賽事，第二、三場賽事是兼辦滬港盃。 |                        |                        |
| 1948      | 香港 · 上海 · 外聯 · 星島                                 | 5–1 2–1 1–0 4–1         | 上海 華聯 上海 上海華人              | 同時第一場賽事是兼辦滬港盃。                                       |                        |                        |
| 1949      | 香港 · 華聯 · 西貢                                        | 3–1 0–0 5–1             | 西貢 外聯                            |                                                                    |                        |                        |
| 1950      | 香港 · 華聯 · 香港 · 香港 · 華聯                          | 5–2 4–3 6–1 4–2 1–1     | 仰光 馬尼拉 仰光 馬尼拉              |                                                                    |                        |                        |

### 1951年–1973年（表演賽）
| 年份 | 勝方                                       | 比數            | 負方                                       | 備註                                                               |
| ---- | ------------------------------------------ | --------------- | ------------------------------------------ | ------------------------------------------------------------------ |
| 1951 | 港聯 寶嘉賓                                | 3–2 5–2 5–1 3–2 | 寶嘉賓 · 香港 · 華聯 · 港九聯              |                                                                    |
| 1952 | AB格萊薩克瑟 香港足協聯隊                  | 3–0 4–1 1–0     | 香港 港選 華聯 AB格萊薩克瑟                |                                                                    |
| 1953 | 林茨 港選 林茨                             | 3–2 5–2 5–1     | 香港 · 林茨 · 華聯                         |                                                                    |
| 1954 | 香港 · 港選 · 華聯                         | 1–1 3–0 2–0     | 克厄                                       |                                                                    |
| 1955 | 蘇黎世草蜢                                 | 1–1 2–1 4–2 3–2 | 香港 · 港選 · 華聯                         |                                                                    |
| 1956 | 華聯                                       | 5–4             | 香港                                       |                                                                    |
| 1957 | 印度 · 印度 · 華聯 · 印度                  | 1–1 2–1 4–2 3–2 | 香港 · 港選 · 印度 · 華聯                  |                                                                    |
| 1958 | 香港 · 港選 · 華聯 · 華聯                  | 3–2 1–1 3–1 0–0 |                                            |                                                                    |
| 1959 | 中華業餘體育協會 香港華人代表隊            | 4–3 6–1         | 香港足球總會 九龍華人代表隊                | 同時第一場賽事是兼辦督憲盃第一圈賽事，第二場賽事是兼辦旭龢盃決賽。 |
| 1960 | 秘魯聯賽選手隊 香港足協聯隊 秘魯聯賽選手隊 | 2–0 3–1 2–1 5–1 | 香港 · 華聯 · 香港 · 秘魯聯賽選手隊 · 華聯 | 秘魯聯賽選手隊是由慕尼斯帕爾和體育生組成。                         |
| 1961 | 香港 · 港選 · 年青人                       | 1–0 5–2 6–0     | 年青人 華聯                                |                                                                    |
| 1962 | 奧基迪 港選 華聯                           | 2–0 4–1 5–0     | 港聯 奧基迪                                |                                                                    |
| 1963 | 港聯 西柏林XI 華聯                         | 3–2 2–0 4–2     | 西柏林XI 港選 西柏林XI                     |                                                                    |
| 1964 | 哥本哈根                                   | 3–1 4–3 3–2     | 香港 · 港聯 · 華聯                         |                                                                    |
| 1965 | 奧丹斯                                     | 3–1 3–3 5–1     | 港聯 · 香港 · 華聯                         |                                                                    |
| 1966 | 港聯 OFK贝尔格莱德                         | 2–0 1–0 3–0     | OFK贝尔格莱德 · 香港 · 華聯                |                                                                    |
| 1967 | 布拉格斯巴達                               | 2–1 4–3 4–2     | 港聯 · 香港 · 華聯                         |                                                                    |
| 1968 | 洛桑體育                                   | 1–0 2–2 3–3     | 港聯 · 香港 · 華聯                         |                                                                    |
| 1969 | 港聯 · 香港 · 華聯 · 奧丹斯                | 1–0 1–1 0–0 2–0 | 奧丹斯 星島                                |                                                                    |
| 1970 | 布斯拉華國際                               | 1–0 6–2 6–1     | 港聯 · 香港 · 華聯                         |                                                                    |
| 1971 | 屈鐵斯                                     | 0–0 1–1 2–1     | 港聯 · 香港 · 華聯                         |                                                                    |
| 1972 | 高士路                                     | 3–0 1–1 2–0 3–0 | 港聯 · 香港 · 華聯 · 流浪                  |                                                                    |
| 1973 | 賓菲加                                     | 11–0 3–1 5–1    | 香港 · 外聯 · 華聯                         |                                                                    |

### 1974年（錦標賽）
| 1974 | · 香港 | 小組賽 | 青年人 | 士砵亭 |  |  | 3 |  |

### 1975年–1976年（表演賽）
| 年份 | 勝方       | 比數        | 負方               | 備註 |
| ---- | ---------- | ----------- | ------------------ | ---- |
| 1975 | 獨立體育會 | 0–0 2–1     | 香港 · 港聯 · 港選 |      |
| 1976 | 蘇黎世草蜢 | 3–0 1–1 1–0 | 香港 · 港聯 · 港選 |      |

### 1977–1979年（錦標賽）
| 1977 | 鹿特丹斯巴達 | 小組賽 | · 香港 | 香港聯賽選手隊 |  |  | 3 |        |
| 1978 | · 中國       | 小組賽 | 塞維特 | 港足及港聯     |  |  | 3 | [ 11 ] |
| 1979 | 廣東         | 小組賽 | 奧斯達 | 港足及港聯     |  |  | 3 | [ 12 ] |

### 1980年–1981年（表演賽）
| 年份 | 勝方           | 比數    | 負方        | 備註 |
| ---- | -------------- | ------- | ----------- | ---- |
| 1980 | 貝爾格勒紅星   | 5–0 4–0 | 港聯 · 香港 |      |
| 1981 | 薩格勒布戴拿模 | 4–1 3–1 | 港聯 · 香港 |      |

### 1982年–2025年
| 年份      |                    | 決賽                 | 決賽                 | 決賽                 |                      | 季軍戰               | 季軍戰               | 季軍戰               |                      | 隊數                 | 參考                 |
| 年份      | 冠軍               | 比數                 | 亞軍                 | 季軍                 | 比數                 | 殿軍                 |                      |                      |                      | 隊數                 | 參考                 |
| --------- | ------------------ | -------------------- | -------------------- | -------------------- | -------------------- | -------------------- | -------------------- | -------------------- | -------------------- | -------------------- | -------------------- |
| 1982      | 奧地利維也納       | 1–0                  | 教會隊               | 精工                 | 1–1（5–3 ）          | 香港選手隊           | 4                    |                      |                      |                      |                      |
| 1983      | 香港聯賽選手隊     | 2–0                  | 教會隊               | AGF                  | 3–1                  | 北京選手隊           | 4                    | [ 13 ]               |                      |                      |                      |
| 1984      | 柏迪遜             | 1–0                  | 香港聯賽選手隊       | 大宇皇家             | 2–1                  | 寧比                 | 4                    |                      |                      |                      |                      |
| 1985      | 香港聯賽英籍選手隊 | 1–0                  | 香港聯賽選手隊       | 廣州                 | N/A                  | 上海                 | 8                    | [ 15 ]               |                      |                      |                      |
| 1986      | · 巴拉圭           | 小組賽               | ·                    | 香港主席邀請隊       |                      |                      | 3                    |                      |                      |                      |                      |
| 1987      | 邦比               | 2–0                  | 香港主席邀請隊       | 北京                 | 1–0                  | 上海                 | 4                    | [ 15 ]               |                      |                      |                      |
| 1988      | 樂怡仙地邀請隊     | 0–0（5–3 ）          | AGF                  | 樂喜金星             | 3–0                  | 大連                 | 4                    | [ 16 ]               |                      |                      |                      |
| 1989      | 馬模               | 小組賽               | · 中國               | · 香港               | 小組賽               | 奧丹斯               | 4                    |                      |                      |                      |                      |
| 1990      | 布拉格斯巴達       | 2–0                  | · 中國               | 莫斯科斯巴達         | 4–1                  | 香港聯賽選手隊       | 4                    |                      |                      |                      |                      |
| 1991      | 香港聯賽選手隊     | 3–1                  | 阿士東維拉           | 莫斯科戴拿模         | 2–0                  | · 泰國               | 4                    | [ 17 ]               |                      |                      |                      |
| 1992      | 香港聯賽選手隊     | 2–2（3–2 ）          | 柏迪遜               | 布加勒斯特星隊       | 2–0                  | 年青人               | 4                    | [ 18 ]               |                      |                      |                      |
| 1993      | · 瑞士             | 3–2                  | 香港聯賽選手隊       | · 丹麥U-21           | 2–1                  | · 日本               | 4                    |                      |                      |                      |                      |
| 1994      | · 丹麦             | 2–0                  | 香港聯賽選手隊       | 羅馬尼亞聯賽選手隊   | 2–1                  | · 美国               | 4                    |                      |                      |                      |                      |
| 1995      | · 南斯拉夫         | 1–0                  | ·                    | · 哥伦比亚           | 3–1                  | 香港聯賽選手隊       | 4                    |                      |                      |                      |                      |
| 1996      | · 瑞典             | 1–1（5–4 ）          | · 日本               | · 波蘭               | 1–0                  | 香港聯賽選手隊       | 4                    |                      |                      |                      |                      |
| 1997      | · 俄羅斯           | 2–1                  | · 瑞士               | · 南斯拉夫           | 3–1                  | 香港聯賽選手隊       | 4                    |                      |                      |                      |                      |
| 1998      | · 奈及利亞         | 2–0                  | 香港聯賽選手隊       | · 伊朗               | 1–1（4–2 ）          | · 智利               | 4                    | [ 19 ]               |                      |                      |                      |
| 1999      | · 墨西哥           | 3–0                  | · 埃及               | · 保加利亚           | 3–0                  | 香港聯賽選手隊       | 4                    |                      |                      |                      |                      |
| 2000      | · 捷克             | 2–1                  | · 墨西哥             | · 日本               | 0–0（6–5 ）          | 香港聯賽選手隊       | 4                    |                      |                      |                      |                      |
| 2001      | · 挪威             | 2–1                  | 香港聯賽選手隊       | ·                    | 1–1（6–5 ）          | · 巴拉圭             | 4                    |                      |                      |                      |                      |
| 2002      | ·                  | 1–0                  | 香港聯賽選手隊       | · 斯洛維尼亞         | 0–0（4–3 ）          | · 中國               | 4                    |                      |                      |                      |                      |
| 2003      | · 乌拉圭           | 1–1（4–2 ）          | · 伊朗               | 丹麥聯賽選手隊       | 2–1                  | 香港聯賽選手隊       | 4                    |                      |                      |                      |                      |
| 2004      | · 挪威             | 3–1                  | ·                    | · 瑞典               | 3–0                  | 香港聯賽選手隊       | 4                    | [ 20 ]               |                      |                      |                      |
| 2005      | · 巴西             | 7–1                  | · 香港               | 只有 2 隊參賽        | 只有 2 隊參賽        | 只有 2 隊參賽        | 2                    | [ 21 ]               |                      |                      |                      |
| 2006      | · 丹麦             | 3–1                  | ·                    | ·                    | 4–0                  | · 香港               | 4                    | [ 22 ]               |                      |                      |                      |
| 2007      | · 牙買加奧運隊     | 0–0（5–4 ）          | · 中國奧運隊         | · 澳洲奧運隊         | 2–2（5–3 ）          | 香港聯賽選手隊       | 4                    | [ 23 ]               |                      |                      |                      |
| 2008      | 香港聯賽選手隊     | 2–1                  | 夏德                 | 彭拿路               | 1–1（5–4 ）          | 蔚山現代             | 4                    | [ 24 ]               |                      |                      |                      |
| 2009      | 南華飛馬聯隊       | 2–1                  | 布拉格斯巴達         | 水原三星藍翼         | 0–0（5–4 ）          | 香港聯賽選手隊       | 4                    | [ 25 ]               |                      |                      |                      |
| 2010      | 浦項製鐵           | 小組賽               | 傑志                 | 飛馬邀請隊           |                      |                      | 3                    | [ 26 ]               |                      |                      |                      |
| 2011      | 天津泰達           | 0–0（5–3 ）          | 廣州恆大             | 蔚山現代             | 4–2                  | 南華                 | 4                    | [ 27 ] [ 28 ]        |                      |                      |                      |
| 2012      | 城南一和天馬       | 5–1                  | 清水心跳             | 廣州富力             | 1–1（3–1 ）          | 南華                 | 4                    | [ 29 ] [ 30 ]        |                      |                      |                      |
| 2013      | 釜山偶像           | 1–0                  | 上海上港             | 香港聯賽選手隊       | 1–0                  | 蒙通聯               | 4                    | [ 31 ] [ 32 ]        |                      |                      |                      |
| 2014      | 公民昆卡聯隊       | 2–0                  | 奧漢倫斯             | FC薩馬拉             | 1–0                  | FC東京               | 4                    | [ 33 ] [ 34 ]        |                      |                      |                      |
| 2015      | 紐約宇宙           | 2–2（4–2 ）          | 南華                 | 只有 2 隊參賽        | 只有 2 隊參賽        | 只有 2 隊參賽        | 2                    | [ 35 ]               |                      |                      |                      |
| 2016      | 香港聯賽選手隊     | 4–0                  | · 香港               | 只有 2 隊參賽        | 只有 2 隊參賽        | 只有 2 隊參賽        | 2                    | [ 36 ] [ 37 ] [ 38 ] |                      |                      |                      |
| 2017      | 奧克蘭城           | 1–0                  | 傑志                 | 蒙通聯               | 1–0                  | FC首爾               | 4                    | [ 39 ] [ 40 ]        |                      |                      |                      |
| 2018      | 香港聯賽選手隊     | 4–3                  | · 香港               | 只有 2 隊參賽        | 只有 2 隊參賽        | 只有 2 隊參賽        | 2                    | [ 41 ] [ 42 ]        |                      |                      |                      |
| 2019      | 山東魯能泰山       | 3–1                  | 鳥栖砂岩             | 賀歲盃選手隊         | 1–0                  | 奧克蘭城             | 4                    | [ 43 ] [ 44 ]        |                      |                      |                      |
| 2020-2023 |                    | 因新冠肺炎疫情而停辦 | 因新冠肺炎疫情而停辦 | 因新冠肺炎疫情而停辦 | 因新冠肺炎疫情而停辦 | 因新冠肺炎疫情而停辦 | 因新冠肺炎疫情而停辦 | 因新冠肺炎疫情而停辦 | 因新冠肺炎疫情而停辦 | 因新冠肺炎疫情而停辦 | 因新冠肺炎疫情而停辦 |
| 2024      |                    | 世界明星隊           | 7–3                  | 香港明星隊           |                      | 只有 2 隊參賽        | 只有 2 隊參賽        | 只有 2 隊參賽        |                      | 2                    | [ 45 ]               |
| 2025      |                    | 世界明星隊           | 3–3（6–5 ）          | 香港明星隊           |                      | 只有 2 隊參賽        | 只有 2 隊參賽        | 只有 2 隊參賽        |                      | 2                    |                      |

## 球隊成績
| 球隊               | 冠軍 | 亞軍 | 季軍 | 冠軍年份                                 |
| ------------------ | ---- | ---- | ---- | ---------------------------------------- |
| 香港聯賽選手隊1    | 7    | 8    | 5#   | 1983, 1988, 1991, 1992, 2008, 2016, 2018 |
| 丹麦               | 2    | 0    | 0    | 1994, 2006                               |
| 挪威               | 2    | 0    | 0    | 2001, 2004                               |
| 世界足球明星隊     | 2    | 0    | 0    | 2024, 2025                               |
| 香港               | 1    | 4    | 3#   | 1974                                     |
| 中國               | 1    | 2    | 0    | 1978                                     |
| 廣東               | 1    | 1    | 1    | 1979                                     |
| 柏迪遜             | 1    | 1    | 0    | 1984                                     |
| 布拉格斯巴達       | 1    | 1    | 0    | 1990                                     |
| 瑞士               | 1    | 1    | 0    | 1993                                     |
| 墨西哥             | 1    | 1    | 0    | 1999                                     |
|                    | 1    | 1    | 0    | 2002                                     |
| 南華               | 1    | 1    | 0    | 2009*                                    |
| 塞爾維亞2          | 1    | 0    | 1    | 1995                                     |
| 瑞典               | 1    | 0    | 1    | 1996                                     |
| 香港飛馬           | 1    | 0    | 1    | 2009*                                    |
| 釜山偶像3          | 1    | 0    | 1    | 2013                                     |
| 獨立體育會         | 1    | 0    | 0    | 1975                                     |
| 鹿特丹斯巴達       | 1    | 0    | 0    | 1977                                     |
| 奧地利維也納       | 1    | 0    | 0    | 1982                                     |
| 香港聯賽英籍選手隊 | 1    | 0    | 0    | 1985                                     |
| 巴拉圭             | 1    | 0    | 0    | 1986                                     |
| 布隆德比           | 1    | 0    | 0    | 1987                                     |
| 馬模               | 1    | 0    | 0    | 1989                                     |
| 俄羅斯             | 1    | 0    | 0    | 1997                                     |
| 奈及利亞           | 1    | 0    | 0    | 1998                                     |
| 捷克               | 1    | 0    | 0    | 2000                                     |
| 乌拉圭             | 1    | 0    | 0    | 2003                                     |
| 巴西               | 1    | 0    | 0    | 2005                                     |
| 牙買加奧運隊       | 1    | 0    | 0    | 2007                                     |
| 浦項製鐵           | 1    | 0    | 0    | 2010                                     |
| 天津泰達           | 1    | 0    | 0    | 2011                                     |
| 城南FC             | 1    | 0    | 0    | 2012                                     |
| 昆卡競技           | 1    | 0    | 0    | 2014*                                    |
| 公民               | 1    | 0    | 0    | 2014*                                    |
| 紐約宇宙           | 1    | 0    | 0    | 2015                                     |
| 奧克蘭城           | 1    | 0    | 0    | 2017                                     |
| 山東魯能泰山       | 1    | 0    | 0    | 2019                                     |

1 曾在1986年和1987年以香港主席邀請隊名義參賽，在1988年以樂怡仙地邀請隊名義參賽，以及在2019年以香港賀歲盃選手隊名義參賽。
2 前身為1995年和1997年參賽的南斯拉夫国家足球队。
3 前身為1984年參賽的大宇皇家。
# 曾在1978年和1979年合組隊伍參賽，同時共同獲得季軍。
* 以合組隊伍參賽，同時共同獲得冠軍。

## 相關
- 香港大球場
- 賀歲盃足球賽 (澳門)

## 外部連結
- 歷屆賀歲足球表演賽資料 （页面存档备份，存于）
- 第十五屆嘉士伯盃即將揭開戰幕 （页面存档备份，存于）